# Orgelbau Vleugels
Orgelbau Vleugels ist eine Orgelbau-Werkstatt in Hardheim (Neckar-Odenwald-Kreis, Baden-Württemberg).

## Geschichte
Die Orgelbaugeschichte in Hardheim begann 1855 mit Ignaz Dörr, wurde ab 1886 von der Familie Bader weitergeführt und setzt sich bis heute unter dem Namen Vleugels fort.
Hans Theodor Vleugels lernte von 1945 bis 1948 den Orgelbau bei W. Kendel in Oberndorf/N., arbeitete dann bei Klais und Walcker und legte 1957 die Meisterprüfung ab. 1958 übernahm Vleugels als Orgelbaumeister die Orgelbaufirma von Maximilian Bader in der Langen Gasse und zwei Jahre später auch die seines Bruders Wilhelm Bader junior in der Würzburger Straße. Von 1960 bis 1966 wurden die beiden Orgelbaubetriebe gemeinsam von Hans Theodor Vleugels und Paul Mund geführt. 1967 gründete Hans Theodor Vleugels die Firma Orgelbau-Vleugels GmbH.
1985 wurden nach dem Tod von Winfried Albiez das Inventar der Firma Albiez und einzelne Mitarbeiter übernommen sowie angefangene Projekte (Augsburg Bärenkeller ev. Kirche, Karlsruhe-Rüppurr Christkönigskirche) fertiggestellt.
Am heutigen Firmensitz in der Roten Au in Hardheim wurde 1985 ein neuer Gebäudekomplex erworben. 1989 wurde dieses Areal um einen Werkstattneubau mit großem Montagesaal ergänzt und bis heute mehrfach erweitert.
1991 übernahm Orgelbaumeister Hans-Georg Vleugels die Geschäftsführung der Orgelbau-Vleugels GmbH und lebt seit 1995 mit seiner Familie am erweiterten Werkstattsitz in Hardheim. Ebenfalls 1995 wurde ein großes Lager für historische Orgeln und Orgelteile gebaut und darin alle Außenlager integriert.
Ein weiteres Werkstattgebäude kam 2005 auf dem Nachbargrundstück hinzu und beherbergt heute u. a. das Holzlager und den Holzzuschnitt.
Auf 2000 m² Werkstattfläche werden Orgelwerke aller Größenordnungen erstellt und restauriert.

## Werk
Neben klassischen Instrumenten werden auch modernere Entwürfe ausgeführt. Der Stil der Neubauten ist von einer Synthese spätbarocker und deutsch-romantischer Elemente geprägt; seit etwa 1990 werden auch innovative Tendenzen in der Prospektgestaltung manifest, insbesondere hinsichtlich der Farbgebung.
Frühe moderne Instrumente von Hans Theodor Vleugels sind die Orgel von Köln-Gremberg, aufgesetzt auf einem Betonpilz oder ein neuer Spieltischtyp auf Stahlsäulen mit seitlich schwenkbar angebrachtem Registertableau in Stuttgart-Möhringen. In Stuttgart-Fasanenhof entstand eine Orgel an einer freihängenden Stahlkonstruktion, teilweise verkleidet mit Plexiglas.
Hans-Georg Vleugels gestaltet seit 1996 Orgelgehäuse mit moderner Oberflächenbemalung. In Zusammenarbeit mit verschiedenen Künstlern wurden bis heute 15 Instrumente mit farbig gestalteten Orgelprospekten geschaffen. Diese Orgeln stehen in:
- Kitzingen, St. Johannes (1996)[5]
- Bad Tölz, Franziskanerkloster (1998)
- Runding, Pfarrkirche St. Andreas (1998)
- Schifferstadt, St. Jakobus (1999)
- Geigant, St. Bartolomäus (2002)
- A-Blindenmarkt, St. Anna (2002)[6]
- Krefeld, Alte Kirche (2003)[7]
- CH-Zernez, kath. Kirche (2005)
- Lampertheim, ev. Domkirche (2005)[8]
- Würzburg, Juliusspital (2005)
- Stuttgart, St. Fidelis (2005)
- Emmelshausen, St. Hildegard (2006)[9]
- Limbach (Baden), St. Valentin (2007)
- Regensburg, Priesterseminar (2008)
- Chemnitz, Schloßkirche (2006–2011)[10]

Orgeln entstanden so in Zusammenarbeit mit folgenden Künstlern:
- Jacques Gassmann
- Peter Schwarz
- Martin Figlhuber
- Rudolf Mirer
- Eberhard Münch
- Thomas Lange
- Anina Gröger
- Gabriele Wilpers
- Friedrich Koller

Neben farblichen Gestaltungen wurden auch Orgeln mit zeitgenössischem Design konzipiert und gebaut. So entstanden Werke wie die Glasorgeln in der Flughafenkapelle, München (1997) und bei der Weltausstellung Expo 2000 in Hannover oder die Orgel der Propsteikirche in Jülich (1998). Die Orgel im Juliusspital Würzburg erhielt bemalte Flügeltüren, die sich während des Spielens elektrisch schließen lassen. In Limbach entstand eine neue Form eines Orgelgehäuses aus einem elliptischen Grundriss. In Assamstadt 1975 und Pöcking 1995 wurden Gemälde als Schleiergitter verwendet.
Die Orgeln aus der Werkstatt in Hardheim orientieren sich am süddeutschen Barock und der deutschen Romantik, zeigen aber einen großen Variantenreichtum in alle Klangstile. In der Schloßkirche Chemnitz wurde erstmals eine Orgel im Stil der französischen Romantik des Aristide Cavaillé-Coll gebaut. In dieser Orgel ist auch eine originale Barker-Maschine aus seiner Werkstatt eingebaut.
Seit 1960 werden mechanische Schleifladen gebaut. Im Neubau werden seit 1995 in Einzelfällen auch wieder Registerkanzellen-Windladen eingesetzt (Aschaffenburg, Herz-Jesu). Schon sehr früh für den Nachkriegsorgelbau wurden bei Neubauten gute vorhandene Register aus Vorgängerinstrumenten verwendet, wie in Hardheim, St. Alban (1968).

## Restaurierung
Neben älteren Orgeln wurden romantische Werke, wie die Konzertsaalorgeln in Görlitz, Heidelberg, Prag und beispielsweise das der Kirchenorgel von Chemnitz in St. Petri restauriert. Hierbei setzte vor allem die Restaurierung der Voit-Orgel in Stadthalle Heidelberg neue Maßstäbe.

„Gleichzeitig ist das Restaurierungsergebnis [...] dazu geeignet, die lange geführte Diskussion um die Unrestaurierbarkeit spätromantischer Orgeln zu widerlegen und neue Maßstäbe im substanzschonenden Umgang mit pneumatischen und elektrischen Systemen zu setzen“

2004 wurde die Eberhard-Friedrich-Walcker-Orgel von 1856 in Loffenau (Opus 139; II/23) von Vleugels restauriert.
2009 arbeitete die Restaurierungsabteilung der Orgelmanufactur an der Cavaillé-Coll-Orgel von 1884 (II/26) in der Basílica de San Francisco el Grande, Madrid.
Von der UNESCO kam der Auftrag, die größte mechanische Kirchenorgel der Welt von Barnim Grüneberg, Stettin (1828–1907), erbaut im Jahr 1885 für die Dreifaltigkeitskirche zu Libau/Lettland mit 131 Registern auf 4 Manualen und Pedal, zu begutachten und zu dokumentieren.

## Werkliste (Auswahl)
Die Opusliste umfasst Neubauten sowie umfassende Restaurierungen. Die Zählung beginnt mit der Übernahme der Hardheimer Orgelbauwerkstätten durch Orgelbaumeister Hans Theodor Vleugels im Jahr 1958.
Die Größe der Instrumente wird in der sechsten Spalte durch die Anzahl der Manuale und die Anzahl der klingenden Register in der siebten Spalte angezeigt. Ein großes „P“ steht für ein selbstständiges Pedal.
| Jahr      | Opus | Ort                           | Gebäude                              | Bild | Manuale | Register | Bemerkungen                                                                                   |
| --------- | ---- | ----------------------------- | ------------------------------------ | ---- | ------- | -------- | --------------------------------------------------------------------------------------------- |
| 1959      | 1    | Seckach                       | Ev. Kirche                           |      | I       | 5        |                                                                                               |
| 1960      | 2    | Hemsbach                      | St. Laurentius                       |      | II/P    | 23       |                                                                                               |
| 1960      | 4    | Mörrum (Schweden)             | Kirche                               |      | II/P    | 22       | die Orgel wurde 2016 durch ein neues Instrument ersetzt.                                      |
| 1961      | 6    | Freudenberg (Baden)           | St. Laurentius                       |      | III/P   | 31       |                                                                                               |
| 1961      | 8    | Nättraby (Schweden)           | Kirche                               |      | II/P    | 10       | → Kirche Nättraby, die Orgel wurde 1991 durch ein neues Instrument ersetzt.                   |
| 1964      | 26   | Buchen (Odenwald)             | St. Oswald                           |      | III/P   | 38       |                                                                                               |
| 1965      | 51   | Waiblingen                    | St. Antonius                         |      | III/P   | 33       |                                                                                               |
| 1966      | 56   | Müllheim (Baden)              | Ev. Kirche                           |      | III/P   | 46       |                                                                                               |
| 1967      |      | Neckarelz                     | Tempelhaus                           |      | I/P     | 9        | → Orgel                                                                                       |
| 1968      | 79   | Stuttgart-Feuerbach           | St. Josef                            |      | III/P   | 28       | → Orgel                                                                                       |
| 1968      | 88   | Sinsheim                      | St. Jakobus d. Ä. (Sinsheim)         |      | III/P   | 36       |                                                                                               |
| 1971/1972 | 98   | Eberbach                      | St. Johannes Nepomuk                 |      | III/P   | 56       |                                                                                               |
| 1970      | 106  | Stuttgart–Möhringen           | St. Hedwig                           |      | III/P   | 37       | 2024 umgebaut → Orgel                                                                         |
| 1972      | 118  | Stuttgart-Untertürkheim       | St. Germanus                         |      | III/P   | 42       |                                                                                               |
| 1975      | 139  | Walldürn                      | Wallfahrtsbasilika St. Georg         |      | III/P   | 40       | Gehäuse von Johann Christian Dauphin                                                          |
| 1977      | 152  | Aschaffenburg                 | Kapuzinerkirche St. Elisabeth        |      | III/P   | 37       |                                                                                               |
| 1979      | 168  | Göttingen                     | St. Godehard                         |      | II/P    | 21       |                                                                                               |
| 1980      | 175  | Elsenfeld-Schippach           | St. Pius                             |      | II/P    | 26       |                                                                                               |
| 1981      |      | Weingarten                    | St. Michael                          |      | II/P    | 23       | Übernahme einiger Register und Prospekt von H. Voit & Söhne (1904) → Orgel                    |
| 1981      | 181  | Klettgau-Erzingen             | St. Georg                            |      | III/P   | 41       |                                                                                               |
| 1982      | 188  | Höpfingen                     | St.-Ägidius-Kirche                   |      | II/P    | 23       | Gehäuse von H. Voit & Söhne aus dem Jahr 1910                                                 |
| 1983      |      | Schwaningen                   | St. Martin                           |      | I/P     | 11       | Rekonstruktion und Restaurierung der Knauth-Orgel → Orgel                                     |
| 1984      | 200  | Lauda-Königshofen-Königshofen | St. Mauritius                        |      | II/P    | 22       | Gehäuse von H. Voit & Söhne aus dem Jahr 1910                                                 |
| 1985      | 210  | Wenigumstadt                  | St. Sebastian                        |      | II/P    | 30       | Gehäuse um 1880 aus Waibstadt                                                                 |
| 1986      | 216  | Karlsruhe-Rüppurr             | Christkönigkirche                    |      | II/P    | 35       | begonnen von Winfried Albiez → Orgel                                                          |
| 1988      | 233  | Aschaffenburg-Schweinheim     | Maria Geburt                         |      | II/P    | 27       |                                                                                               |
| 1989/1990 | 245  | Gaibach                       | Kreuzkapelle                         |      | I/P     | 7        | Restaurierung der Schleich-Orgel von 1699                                                     |
| 1991      | 260  | Würzburg                      | Käppele                              |      | II/P    | 32       | Neubau hinter dem hist. Prospekt von Johann Christian Köhler (1750)                           |
| 1992      |      | Freiburg im Breisgau          | Heilige Familie                      |      | II/P    | 32       | → Orgel                                                                                       |
| 1994      | 290  | München                       | Bürgersaalkirche                     |      | III/P   | 50       | →Orgel                                                                                        |
| 1995      | 295  | Pöcking                       | St. Pius X.                          |      | II/P    | 35       |                                                                                               |
| 1995      | 300  | Aschaffenburg                 | Herz Jesu                            |      | IV/P    | 63       |                                                                                               |
| 1996      | 302  | Schäftlarn                    | Kloster Schäftlarn                   |      | II/P    | 31       | Gehäuse von Anton Bayr um 1762                                                                |
| 1996/2007 | 303  | Kitzingen                     | St. Johannes                         |      | III/P   | 54       | künstlerische Farbfassung durch Jacques Gassmann →Orgel                                       |
| 1996      | 304  | Ebern                         | St. Laurentius                       |      | II/P    | 34       | Neubau, Disposition in Orientierung an Holzhey                                                |
| 1996      | 305  | Oberrimsingen                 | St. Stephan                          |      | II/P    | 16       | → Orgel                                                                                       |
| 1997      | 311  | Taufkirchen                   | Maria Himmelfahrt                    |      | II/P    | 28       | → Orgel                                                                                       |
| 1997      | 315  | Dachau                        | St. Jakob                            |      | II/P    | 35       | → Orgel                                                                                       |
| 1997      | 317  | Gaibach                       | Dreifaltigkeitskirche                |      | I/P     | 12       | Restaurierung der Orgel von Johann Philipp Seuffert (1748)                                    |
| 1997      |      | Landshut                      | St. Martin                           |      | I/P     | 7        | Truhenorgel → Orgel                                                                           |
| 1998      | 320  | Jülich                        | Propsteipfarrkirche                  |      | III/P   | 45       |                                                                                               |
| 1998      | 325  | München-Hasenbergl            | St. Nikolaus                         |      | II/P    | 24       | → Orgel                                                                                       |
| 1998      | 326  | Runding                       | Neue Pfarrkirche St. Andreas         |      | II/P    | 36       | Künstlerischer Farbfassung von Jacques Gassmann                                               |
| 1998      | 329  | Schliengen-Obereggenen        | Schloss Bürgeln                      |      | I       | 6        | Graue Glasorgel der Expo 2000, Aufstellung im Schloss Bürgeln 2016                            |
| 1999      | 333  | Schifferstadt                 | Pfarrkirche St. Jakobus              |      | III/P   | 45       | künstlerische Farbfassung durch Jacques Gassmann                                              |
| 1999/2006 | 333  | Philippsthal                  | Schlosskirche                        |      | III/P   | 40       | mit historischen Teilen von Konrad Teubner und Tielemann Möller (Salzungen 1779)              |
| 2002      | 351  | Riedenburg                    | Pfarrkirche St. Johann Baptist       |      | II/P    | 24       | → Orgel                                                                                       |
| 2002      | 355  | Blindenmarkt                  | Pfarrkirche St. Anna                 |      | III/P   | 30       |                                                                                               |
| 2002      | 360  | Geigant                       | St. Bartholomäus                     |      | II/P    | 27       |                                                                                               |
| 2003      |      | Peiting                       | Neuapostolische Kirche               |      | II/P    | 13       |                                                                                               |
| 2004 / 05 |      | Schlüchtern-Gundhelm          | Ev. Kirche                           |      | II/P    | 10       | Restaurierung der historischen und denkmalgeschützten Ratzmann-Orgel aus 1909.                |
| 2005      | 379  | Würzburg                      | Juliusspital                         |      | II/P    | 29       | künstlerische Farbfassung durch Thomas Lange                                                  |
| 2005      | 380  | Stuttgart                     | St. Fidelis                          |      | III/P   | 44       | künstlerische Farbfassung durch Annina Gröger                                                 |
| 2006/2011 | 390  | Chemnitz-Schloßchemnitz       | Schloßkirche                         |      | III/P   | 48       | künstlerische Farbfassung durch Jacques Gassmann                                              |
| 2006      |      | Allerheiligen bei Wildon      | Pfarrkirche Allerheiligen bei Wildon |      | II/P    | 18       | Josef-Krainer-Orgel                                                                           |
| 2007      | 398  | Limbach                       | St. Valentin                         |      | II/P    | 26       | künstlerische Gestaltung gemeinsam mit Gabriele Wilpers                                       |
| 2007      |      | Regensburg                    | Priesterseminar (Seminarkirche)      |      | II/P    | 20       |                                                                                               |
| 2009      | 405  | Landsberg am Lech             | ehemalige Ursulinenkirche            |      | II/P    | 17       | Restaurierung der Orgel von H. Koulen & Sohn von 1911                                         |
| 2010/11   |      | Siensbach                     | St. Martin                           |      | I/P     | 6        | Restaurierung der Orgel von Wiedemann von 1860 → Orgel                                        |
| 2012      | 418  | Freiburg im Breisgau          | St. Urban                            |      | III/P   | 42       | Restaurierung der Späth-Orgel von 1936 → Orgel                                                |
| 2011/12   | 420  | Inneringen (Hettingen)        | St. Martin                           |      | II/P    | 20       | Restaurierung/Rekonstruktion der Orgel von Wilhelm Blessing von 1865 → Orgel → Orgel          |
| 2013      | 422  | Hausham                       | St. Anton                            |      | II/P    | 32       | Restaurierung der Orgel von H. Koulen & Sohn von 1911 → Orgel                                 |
| 2013      | 423  | München-Laim                  | Neuapostolische Kirche               |      | II/P    | 11 (14)  | Neubau im Stil einer symphonischen Chororgel à la Cavaillé-Coll                               |
| 2015      | 430  | Leipzig                       | Propsteikirche St. Trinitatis        |      | III/P   | 46       | Neubau                                                                                        |
| 2015      | 431  | Frommern                      | St. Paulus                           |      | II/P    | 21       | Neubau → Orgel                                                                                |
| 2016      | 432  | Gillenfeld                    | Pfarrkirche                          |      | II/P    | 17       | Teil-Rekonstruktion der Orgel von Voit (1902), elektro-pneumatisch, ursprünglich pneumatisch  |
| 2016      | 433  | Reichenbach                   | St. Stephanskirche                   |      | II/P    | 25       | Rekonstruktion der Orgel von Konrad Albiez                                                    |
| 2016      | 434  | Hohenpeißenberg               | Wallfahrtskirche Mariä Himmelfahrt   |      | II/P    | 20       | Neubau im Gehäuse von Balthasar Freiwiß, Glockenspiel, Cymbelstern, Nachtigall, Tastenheizung |
| 2017      | 437  | Sinsheim                      | St. Jakobus d. Ä.                    |      | III/P   | 36       | Neuer Spieltisch für Opus 88, dynamische Koppeln                                              |
| 2017/18   | 439  | Adelsdorf                     | St. Stephanus                        |      | II/P    | 44       | Restaurierung und Neubau, 15 Register Originalbestand Strebel-Orgel von 1910                  |
| 2017/18   | 440  | Würzburg                      | St. Peter und Paul                   |      | III/P   | 55       | Neubau, 4 Gehäuse an 3 Standorten, mobiler Spieltisch                                         |
| 2018      | 441  | Moskau                        | Rachmaninow-Konzertsaal              |      | IIII/P  | 80       | Neubau, 4-manualiger Spieltisch für Hauptwerk Orgelsystem, Vorbereitung für Orgelneubau       |
| 2018      | 442  | Alsheim                       | Maria Himmelfahrt                    |      | I/P     | 14       | Restaurierung der Orgel von Johann Ignaz Seuffert (1764)                                      |
| 2018      | 443  | Tigerfeld                     | St. Stephanus                        |      | II/P    | 14       | Restaurierung, Blessing-Orgel (1864)                                                          |
| 2018/2019 | 444  | Deggendorf                    | Maria Himmelfahrt                    |      | III/P   | 43       | Neubau                                                                                        |
| 2019      | 447  | Deggendorf                    | Maria Himmelfahrt                    |      | II/P    | 21       | Neubau (Chororgel)                                                                            |
| 2020      | 454  | Volkach                       | St. Bartholomäus                     |      | III/P   | 27       | Restaurierung und Neubau, Seuffert-Orgel von 1757                                             |
| 2022      |      | Uettingen                     | St. Bartholomäus                     |      | I/P     | 13       | Restaurierung der Orgel von Georg Martin Gessinger (1760) → Orgel                             |